# Honda CB 125
La Honda CB 125 è una motocicletta prodotta dalla Honda a partire dal 1965 sulla base della precedente Honda CB 92. La casa motociclistica giapponese la presentò in molte varianti (SS, T, T2, TDE, S, J, E, X, K, principalmente riconducibili all'impiego di diverse sovrastrutture) a seconda dei mercati di destinazione (Giappone, USA, Italia, Germania).
Originariamente montava un motore bicilindrico in linea, raffreddato ad aria, 4 tempi, due valvole, con distribuzione a camme in testa (OHC) che poteva girare fino a 10.000 giri al minuto, capace di erogare 14 cavalli.
Nel 1971 fu sviluppata anche una versione monocilindrica denominata "S".  

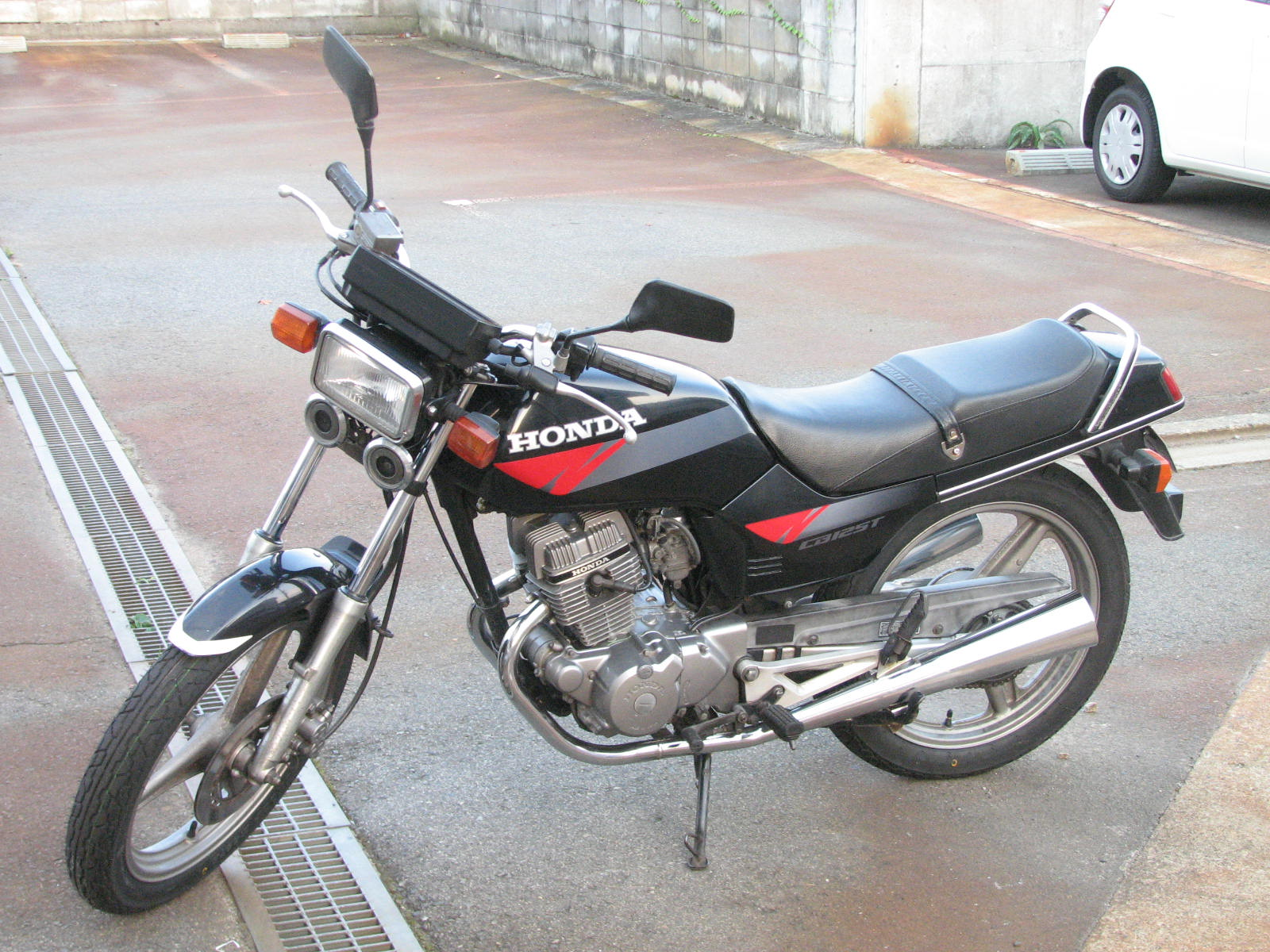
Honda CB 125 T

Un'ultima versione della CB125, dal look rinnovato e motore bicilindrico migliorato (versione "T" 17 CV) fu prodotta in Germania fino al 1988.
Nel 2015 una CB 125 è nuovamente comparsa nel listino Honda (versione "F", CB 125 F), questa nuova generazione di CB, a dispetto del nome, si configura sostanzialmente come un restyling della precedente Honda CBF 125.

Nel 2018 ricompare la versione completamente nuda (versione "R", CB 125R), che si distingue dalla BC 125 F, in quanto si tratta di una Café racer, oltre al fatto che ha sostituito la Honda CBR 125R dai listini ufficiali.

## Honda CB 125 Endurance
L'Honda CB 125 Endurance rappresenta il primo esempio di collaborazione italo-giapponese in campo motociclistico. Infatti questa motoleggera veniva assemblata negli stabilimenti di IAPI Atessa, in provincia di Chieti, ove si impiegavano i pezzi semilavorati provenienti dal Giappone, ma anche numerose componenti prodotte in Italia. La gestazione della Honda Italia 125 cm³ è stata certo una delle più lunghe e travagliate del campo motociclistico. Questo non per motivi tecnici, ma per tutta una serie di problemi burocratici, economici, finanziari e anche politici che hanno suscitato uno strascico interminabile di polemiche, sfociate in azioni giudiziarie. Il fatto è che si trattava della prima moto giapponese costruita in Italia. Quindi oltre ad aggirare le limitazioni doganali all'importazione delle piccole cilindrate, la Honda costituiva, a detta dei fabbricanti italiani, una pericolosa testa di ponte dell'industria giapponese in Italia. Come conseguenza di queste polemiche c'è stato un notevole allungamento dei tempi, tant'è vero che i primi progetti risalgono al 1972, mentre le moto sono arrivate nelle vetrine dei concessionari solo nell'estate del 1977.
Dal 1977 e fino al 1982 la CB 125 S, con denominazione "Italia", disponeva della strumentazione completa di contagiri (assente nelle prime serie fino al 1974), freno a disco anteriore (azionato da cavo d'acciaio), freno posteriore a tamburo.